# Issaq
Issaq (en español: Amor) es una película hindú de drama, romance y crimen de 2013 dirigida por Manish Tiwary y producida por Dhaval Gada y Shailesh R. Singh. El guion fue escrito por Padmaja Thakore-Tiwary, Manish Tiwary y Pawan Sony y es protagonizada por Prateik Babbar, Amyra Dastur, Rajeshwari Sachdev, Ravi Kishan y Makarand Deshpande.
La cinta es una adaptación derivada de la obra teatral Romeo y Julieta, una de las famosas tragedias de William Shakespeare, aunque ambientada en la moderna ciudad de Vanarasi, India, en medio de los conflictos de la insurgencia naxalita-maoísta.
Fue estrenada el 23 de julio de 2013 en cines, pero según BoxOfficeIndia.com, fue un desastre de taquilla.

## Sipnosis
Esta es la historia basada en dos mafias de la tierra de Vanarasi; los Mishra y los Kashyap. Ambos tienen una competencia desgarradora por hacerse con el control de la tierra y luchan brutalmente por ella. La historia transpuesta a Vanarasi y sus áreas vecinas que son testigos de la violencia desatada por la mafia de la arena controlada por la élite urbana y las represalias igualmente violentas de los ejércitos naxalitas.
Vishwanarayan Kashyap tiene una hija llamada Bachchi, una joven hermosa e inocente de 18 años, mientras que por otro lado, un joven llamado Rahul Mishra, es un joven apuesto con intereses predecibles por un chico de su entorno: ¡Girls & Guns! Las cosas cambian cuando Rahul, endurecido por la batalla y buscador de placer y Bachchi, romántica pero fuerte, se enamoran. Sin tener en cuenta las consecuencias, los jóvenes amantes eligen seguir adelante con los sentimientos de sus corazones.

## Reparto
| Actor              | Personaje             | Personaje en la obra original de Shakespeare |
| ------------------ | --------------------- | -------------------------------------------- |
| Prateik Babbar     | Rahul Mishra          | Romeo Montesco                               |
| Amyra Dastur       | Bachchi Kashyap       | Julieta Capuleto                             |
| Ravi Kishan        | Teeta Singh           | Teobaldo Capuleto                            |
| Makarand Deshpande | Baba                  | Fray Lorenzo                                 |
| Sudhir Pandey      | Vishwanarayan Kashyap | Señor Capuleto                               |
| Rajeshwari Sachdev | Paro Kashyap          | Señora Capuleto                              |
| Neena Gupta        | Amma                  | Nodriza de Julieta                           |
| Sandeep Bose       | Manohar Mishra        | Señor Montesco                               |
| Prashantt Guptha   | Preetam               | Conde Paris                                  |
| Amit Sial          | Murari                | Mercucio Escala                              |
| Vineet Kumar Singh | Bihata                | Benvolio Montesco                            |
| Yogesh Suri        | Príncipe              |                                              |
| Malini Awasthi     | Manorama              |                                              |
| Evelyn Sharma      | Roza                  | Rosalina Capuleto                            |
| Yuri Suri          | Ministro              |                                              |
| Akhilesh Jha       | Mahender              |                                              |
| Saurabh Yadav      | Paras                 |                                              |
| Mehdi              | Nandkishore           |                                              |
| Ishtiyak Khan      | Reportero             |                                              |
| Parvez Fazal Khan  | Surta                 |                                              |
| Pradeep Ghosh      | Mishrilal             |                                              |

## Marketing
La película fue promocionada en la serie de televisión Amita Ka Amit. Los productores promocionaron la película a través de Banarasi paan en los principales centros comerciales de Bombay.

## Banda sonora
Sachin-Jigar compuso las canciones mientras que la partitura de fondo fue compuesta por Prashant Pillai.

## Respuesta crítica
La película recibió críticas generalmente negativas. Piyasree Dasgupta, en una reseña para Firstpost, lo resumió así: "Uno se pregunta... qué es una tragedia mayor: Romeo y Julieta o lo que Issaq hizo de esa clásica historia de amor". Al revisar la película para The Indian Express, Shubhra Gupta encuentra que "no tiene una voz singular propia" y que, en última instancia, "se ahoga en su propio ruido". La reseña en The Times of India denuncia la "mala actuación de Babbar y la falta de carisma de Dastur. Issaq de Manish Tiwary carece de la vibra, el alma o la profundidad necesarias para una historia de amor clásica. Con una narrativa incoherente, personajes no esbozados, diálogos tenues (a veces vergonzosos), una buena melodía en toda la cancioncilla (Issaq Tera); disparos sin sentido (principalmente en la oscuridad), bandooks chapados en oro y bombas en abundancia: Tiwary falla todos los objetivos. Hay películas bellamente adaptadas de las obras de Shakespeare en el pasado, pero ninguna que asalte trágicamente sus sentidos creativos, poéticos o cinematográficos". Sarit Ray, que escribe para el Hindustan Times, piensa que "rara vez se han asociado un lío tan absurdo como Issaq de Manish Tiwary" y que "es una pena que Issaq se una a películas destacables como Maqbool, Omkara y Angoor en la lista de adaptaciones de Bollywood de Shakespeare. En una época en la que las obras literarias se juzgan por sus versiones televisivas y cinematográficas, incluso podría dar al Bardo una mala reputación".